# JAYWALK
THE JAYWALK是一支日本著名的流行音樂組合，於1980年組成。該樂隊於1991年因《無言以對的...夏天？》一首而走紅。該樂隊還重新翻唱過台灣歌手張雨生的《大海》。
JAYWALK是英文Jaywalking的縮寫，用於交通標誌中，意思是「禁止行人穿行」。在韓國和英國分別有一支名為「J-WALK」的樂隊。